# Артезианский
Артезианский — посёлок в составе Новоселицкого района (муниципального округа) Ставропольского края России.

## Варианты названия
- Артезианское
- посёлок отд. № 3 свх. Ленинский[3]

## География
Расстояние до краевого центра: 111 км.
Расстояние до районного центра: 12 км.

## История
В 1966 году Указом Президиума ВС РСФСР посёлок отделения № 3 совхоза «Ленинский» переименован в Артезианский.
До 16 марта 2020 года Артезианский входил в состав сельского поселения Журавский сельсовет.

## Население
| 1989 | 2002 | 2010 | 2014 |
| ---- | ---- | ---- | ---- |
| 442  | ↗803 | ↘754 | ↗800 |

По данным переписи 2002 года, в национальной структуре населения преобладают русские (82 %).

## Инфраструктура
- Дом культуры[9]
- Библиотека[10]
- ЗАО «Артезианское». Образовано 8 июля 1975 года[11]
- Примерно в 1 км к северо-западу от центра посёлка находится общественное кладбище площадью 11 034 м²[12].